# 佐竹明夫
佐竹 明夫（さたけ あきお、1926年1月27日 - 2009年2月26日）は、日本の俳優。本名は中山 賢雄（なかやま としお）。東京都豊多摩郡戸塚町出身。最終所属はエ・ネスト。娘は歌手の中山圭以子。

## 人物
早稲田大学理工学部建築科卒業後、三菱電機大船工場に勤務していたが、バスの中で谷口千吉監督にスカウトされ、1951年東宝に入社し、映画『死の断崖』で俳優デビュー。当時の芸名は片桐余四郎。その後、演技の勉強をし直すため劇団俳優座養成所に第2期生として入団。同期には土屋嘉男、小林昭二、滝田裕介、横森久などがいる。
劇団俳優座、松竹を経てフリーになり、以後は時代劇などテレビドラマを中心に活動。テレビ時代劇『水戸黄門』には外伝を含め32回ゲスト出演している。
外野の会会員。
1985年には大阪府吹田市に「劇団スタジオQ」を旗揚げし、主宰となる。以降、東京－大阪間を行き来しながら、子供向けミュージカル等の演出を手がけ、劇団員の育成に携わっていた。
2009年2月26日午前5時13分、剥離性大動脈破裂により川崎市の病院で逝去。83歳没。

## 出演

### テレビドラマ
- 愛と死をみつめて（1959年、NHK）
- 文芸劇場 / 兄いもうと（1960年、NET）
- 検事（1961年 - 1963年、KTV）
- 松本清張シリーズ・黒の組曲 第5話「鴉」（1962年、NHK）
- 日本映画名作ドラマ / 張込み（1963年、NET）
- たまゆら（1965年 - 1966年、NHK）
- 特別機動捜査隊（NET / 東映）
  - 第172話「寒い道」（1965年）
  - 第342話「女と宝石」（1968年） - 藤本
  - 第446話「お米のブルース」（1970年） - 秀人、直樹※二役
  - 第786話「女子高生と野獣」（1976年） - 久米山修輔
- ザ・ガードマン（TBS / 大映テレビ室）
  - 第3話「黒いアスファルト」（1965年）
  - 第61話「ダイヤモンドの歌が聞える」（1966年）
  - 第75話「殺人者の館」（1966年）
  - 第123話「現代牡丹灯籠」（1967年）
  - 第257話「空から来た殺人部隊」（1970年） 他
- ローンウルフ 一匹狼 第6話「夜のバラは危険」（1967年、NTV / 東映）
- キイハンター（TBS / 東映）
  - 第9話「海に消えた女」（1968年）
  - 第123話「私たちは死にたくない」 (1970年)
  - 第135話「吸血昆虫島 上空異状あり」（1970年） - 雨宮博士
  - 第153話「走れ! 爆弾自動車大追跡」（1971年） 他
- マイティジャック 第10話「爆破指令」（1968年、CX / 円谷プロ） - 黒崎鉄鋼工場長（Qの手先）
- 37階の男 第19話「黒い憧れを抱く女」（1968年、NTV / 東宝）
- 三匹の侍 第6シリーズ 第20話「あぶら花」（1969年、CX） - 朽木庄兵衛
- 大河ドラマ（NHK）
  - 樅ノ木は残った（1970年） - 片倉小十郎
  - 春の坂道（1971年） - 朽木民部
  - 国盗り物語（1973年） - 森三左衛門
  - 黄金の日日（1978年） - 森下道誉
  - 獅子の時代（1980年） - 大佐
  - 峠の群像（1982年）
  - 徳川家康（1983年） - 近衛前久
- 天を斬る第1話「血の色の町」（1969年、NET / 東映）
- プレイガール（12ch / 東映）
  - 第41話「早く彼女にタオルをあげて」（1970年） - 竹村博士
  - 第59話「妻は外で何をしていた?」（1970年） - 香川
  - 第232話「あゝ! もっと私を悪魔にして」（1973年） - 柴崎
- 女人平家（1971年 - 1972年、ABC / 松竹） - 藤原信隆
- 赤い靴（1972年、TBS / 東宝）
- シンデレラの海（1972年、KTV）
- ナショナル劇場（TBS）
  - 大岡越前（C.A.L）
    - 第3部 第26話「悪の報酬」（1972年12月11日） - 惣兵衛
    - 第6部 第17話「人情仇討ち裁き」（1982年6月28日） - 浜尾弥五郎
    - 第7部 第12話「鬼を泣かせた娘」（1983年7月11日） - 相模屋庄兵衛
    - 第8部
      - 第14話「父恋し涙の花嫁」（1984年10月22日） - 美春屋
      - 第26話「将軍救った美女軍団」（1985年1月21日） - 矢島伊衛門

    - 第9部 第11話「花嫁泣かせた出生の秘密」（1986年1月6日） - 伊勢喜
    - 第10部（1988年）
      - 第3話「巷の噂を買う女」 - 田村彦四郎
      - 第24話「強請られた娘の秘密」 - 武蔵屋吉兵衛

    - 第11部 第3話「薬袋に黒い罠」（1990年5月7日） - 近江屋嘉兵衛
    - 第12部
      - 第4話「毒の匂いのする女」（1991年11月4日） - 淡路屋清兵衛
      - 第22話「命がけの婿入り志願」（1992年3月16日） - 井筒屋

    - 第15部 第23話「辻斬りは拝領の太刀」（1999年2月22日） - 脇田宗右衛門

  - 水戸黄門（C.A.L）
    - 第8部 第1話「薩摩へ向う世直し旅 -江戸-」（1977年7月18日） - 庄左衛門
    - 第11部（1980年）
      - 第6話「奇祭・化け物まつりの対決 -鶴岡-」 - 儀右衛門
      - 第19話「馬に蹴られた悪企み -三国峠-」 - 平右衛門

    - 第13部 第7話「うなぎ屋義侠の恩返し -浜松-」（1982年11月29日） - 三崎屋治平
    - 第14部（1984年）
      - 第13話「恐怖! 凶賊卍衆 -久保田-」 - 鳥海屋市兵衛
      - 第22話「主人を救った献上銘菓 -長岡-」 - 牧野忠周

    - 第15部 第20話「謎が渦巻く陰謀の宿 -米子-」（1985年6月10日） - 横瀬源四郎
    - 第16部 第5話「花嫁は免許皆伝 -藤枝-」（1986年5月26日） - 水上庄兵衛
    - 第18部
      - 第13話「船幽霊の謎を解け-敦賀-」（1988年12月5日） - 湊屋喜兵衛
      - 第29話「母恋し涙の馬子唄-三島-」（1989年4月3日） - 久造

    - 第19部 第18話「盗まれた御印篭 -大聖寺-」（1990年1月29日） - 藤乃屋万右衛門
    - 第20部（1991年）
      - 第11話「陰謀渦巻く高松城 -高松-」 - 伊兵衛
      - 第19話「姫様騙って悪退治 -長崎-」 - 武右衛門
      - 第34話「天誅! 謎の虚無僧 -富山-」 - 沢野屋

    - 第21部（1992年）
      - 第17話「御老公の盗っ人仁義 -丸亀-」 - 瀬戸屋
      - 第24話「義賊隼小僧の恩返し -金沢-」 - 小松屋

    - 第22部
      - 第12話「密命帯びた娘巡礼 -徳島-」（1993年8月2日） - 住吉屋孫兵衛
      - 第19話「悪が群がるカステイラ -長崎-」（1993年9月20日） - 寿福屋吉衛門
      - 第36話「花のお江戸の大掃除 -江戸-」（1994年1月24日） - 藤野屋

    - 第23部
      - 第1話「水戸黄門 -水戸-」（1994年8月1日）、第11話「陰謀渦巻く加賀百万石 -金沢-」（1994年10月17日） - 奥村清右衛門
      - 第27話「酔いどれ男の恩返し -人吉-」（1995年2月13日） - 人吉屋喜左衛門

    - 第24部
      - 第8話「謎の美剣士!紅夜叉 -岡山-」（1995年11月6日） - 門田屋
      - 第23話「親子で競う山中塗り -大聖寺-」（1996年2月26日） - 石川屋
      - 第27話(ナショナル劇場40周年記念SP)「一陽来復米沢の春 -米沢-」（1996年4月1日） - 直江新左衛門

    - 第25部（1997年）
      - 第11話「陰謀渦巻く淡路島 -洲本-」 - 稲田九右衛門
      - 第38話「民を救った男の信念 -二本松-」 - 滝川勝正

    - 第26部 第5話「間違えられた 黄門様 -広島-」（1998年3月9日） - 左右田修理
    - 第27部 第16話「黄門様を探した娘 -久保田-」（1999年7月5日） - 渋江宗右衛門
    - 第28部 第22話「助っ人助さん仮祝言 -兵庫-」（2000年8月14日） - 茂平
    - 第32部 第14話「浪花娘の花恋一直線 -二本松-」（2003年11月17日） - 榎本弥左衛門

  - 江戸を斬る（C.A.L）
    - 江戸を斬るIV 第15話 「父上はお見合い中」（1979年5月21日） - 兵藤伝八郎
    - 江戸を斬るVI  第23話 「酒に溺れた居合い抜き」（1981年7月20日） - 丁字屋佐兵衛
    - 江戸を斬るVII 第10話 「瞼の父は大泥棒」（1987年3月30日） - 越後屋五兵衛
    - 江戸を斬るVIII 第10話「仇討ち悲願の若旦那」（1994年4月4日） - 高津屋

  - 翔んでる!平賀源内 第13話「本日土用丑の日」（1989年7月31日、C.A.L） - 井筒屋藤右衛門
  - 水戸黄門外伝 かげろう忍法帖 第1話「水戸黄門外伝 かげろう忍法帖 -大和・郡山-」（1995年5月22日、C.A.L） - 津坂長左衛門
- 伝七捕物帳（NTV）
  - 第26話「母娘かんざし」（1974年） - 才蔵
  - 第38話「怪談・濡れた妖刀」（1974年） - 備前屋
  - 第54話「晴れ姿、おんな纒」（1975年） - 大谷刑部
- 白い牙 第21話「裸の値段」（1974年、NTV / 大映テレビ） - 河市興産社長
- ふりむくな鶴吉 第12話「寒月記」（1975年、NHK） - 肥前屋五兵衛
- 太陽にほえろ!（1975年、NTV / 東宝）
  - 第133話「沈黙」 - 岩田孝太郎社長
  - 第152話「勇気」 - 大里浩平
- 隠し目付参上 第6話「からくり三太はなぜ泣いたか」（1976年、MBS / 三船プロ） - 荒尾但馬守
- 明治の群像 海に火輪を 第6話「陸奥宗光〜前編〜」（1976年、NHK） - 青木周蔵
- 俺たちの朝 第11話「喧嘩とやる気と下手な芝居」（1976年、NTV / 東宝） - 東邦繊維人事部長
- 大江戸捜査網（12ch / 三船プロ）
  - 第235話「恐怖の町人斬り」（1976年） - 秋葉主膳
  - 第320話「浮世絵女の秘めた謎」（1977年） - 一文字屋
  - 第354話「白昼に消えた死体の謎」（1978年） - 柏屋
  - 第390話「腰抜け侍 怒りの封印刀」（1979年） - 柏原兵助
  - 第413話「暗殺者が狙う女の烙印」（1979年） - 青海屋
  - 第434話「五七五に賭けた恋情け」（1980年） - 本庄左馬之介
  - 第464話「美女誘拐 秘められた過去」（1980年） - 合田主膳
  - 第487話「罠に落ちた女ねずみ」（1981年） - 石河土佐守
- いろはの"い" 第23話「波紋」（1977年、NTV / 東宝） - 北原正之
- 怪人二十面相 第11話「砕け! 首なし人間の野望」（1977年、CX / 大映テレビ）
- 土曜ドラマ / 松本清張シリーズ・最後の自画像（1977年、NHK） - 大津広島支店長
- 達磨大助事件帳 第17話「地獄の沙汰も銭」（1978年、ANB / 前進座 / 国際放映） - 広沢主膳
- ゆうひが丘の総理大臣 第13話「さようなら柴田君!」（1978年、NTV / ユニオン映画） - 柴田の父親
- 破れ新九郎 第15話「盗人宿の女」（1979年、ANB / 中村プロ） - 文蔵
- ウルトラマン80 第8話「よみがえった伝説」（1980年、TBS / 円谷プロ） - 日比野博士
- 雪姫隠密道中記 第1話「雪姫隠密道中記」（1980年、MBS / S.H.P） - 加藤忠広
- 新五捕物帳 第155話「地獄からきた女」（1981年、NTV / ユニオン映画） - 権蔵
- 土曜ワイド劇場
  - 松本清張の死んだ馬（1981年、ANB / 松竹）
  - 京都妖怪地図5（1993年、ABC / 松竹） - 中川常次
- 長七郎天下ご免! 第76話「おかち町、無情の嵐」（1982年、ANB / 東映）- 石田主水正
- 遠山の金さん 第1シリーズ 第42話「殺しを見たのは失明の美女!」（1982年、ANB / 東映）- 梶山宗久 ※高橋英樹版
- 松平右近事件帳 第36話「狼に狙われた一人娘」（1982年、NTV / ユニオン映画）- 茜屋増五郎
- 新・松平右近 第14話「涙に濡れた花嫁衣装」（1983年、NTV / ユニオン映画）- 松前屋徳兵衛
- 裸の大将放浪記 第12話「ヨメ子は天女になったので」（1983年、KTV / 東阪企画） - 医者
- 大奥 第33話「吉宗と肝っ玉母さん」（1983年、KTV / 東映） - 徳川綱条
- 怪人二十面相と少年探偵団II 第19,20,21回（1984年、KTV / 宝塚映像） - 大友滋次郎
- 女ふたり捜査官 第11話「はめられた刑事」（1986年、ABC / テレパック）
- 特捜最前線 第503話「拳銃強奪・愛した日々よ永遠に!」（1987年、ANB / 東映）
- 必殺仕事人V・風雲竜虎編 第1話「謎の二枚目殺し屋登場!」（1987年、ABC / 松竹）
- 三匹が斬る! 第6話「鬼と呼ぶ 男に惚れて 薄化粧」（1987年、ANB / 東映） - 早川頼母
- 花の生涯 井伊大老と桜田門（1988年、TX / 東映） - 松平忠固
- 暴れん坊将軍III（ANB / 東映）
  - 第84話「夫婦そば危機一髪」（1989年） - 森半太夫
  - 第122話「め組の半次郎、純情す!」（1990年） - 山岡久兵衛
- さすらい刑事旅情編 （ANB / 東映）
  - さすらい刑事旅情編III 第9話「連続殺人!? 故郷唐津の祭りに帰った女」（1990年）
  - さすらい刑事旅情編V 第23話「仕組まれた犯罪証明・久留米絣の女」（1993年）
- 次郎長三国志（1991年、TX / 松竹） - 国枝の親分
- 雪の蛍（1991年、THK）
- 銭形平次（CX / 東映）
  - 第1シリーズ 第12話「土蔵の中」（1991年） - 佐兵衛
  - 第2シリーズ 第5話「二重の鍵」（1992年） - 伊勢屋
  - 第4シリーズ 第4話「喪服の花嫁」（1994年） - 山城屋嘉兵衛
- 八百八町夢日記 第2シリーズ 第6話「神様が憎い!」（1991年、NTV / ユニオン映画） - 福島屋理左衛門
- 火曜サスペンス劇場 （NTV）
  - 小京都ミステリー10（1993年）
  - 女弁護士・高林鮎子23（1999年） - 浜野医師
- 鬼平犯科帳 第4シリーズ 第11話「掻掘のおけい」（1993年、CX / 松竹） - 玉屋
- 水曜女と愛とミステリー / さすらい署長 風間昭平1（2003年、TX） - 南坂
- 月曜ゴールデン / 財務捜査官 雨宮瑠璃子5（2009年11月9日、TBS） - 雨宮瑠璃子の父親※最後のテレビドラマ出演

### 映画
- 死の断崖（1951年、東宝）
- 女ごころ誰が知る（1951年、東宝）
- ラッキーさん（1952年、東宝）
- わが恋のリラの木陰に（1953年、新東宝）
- 戦艦大和（1953年、新東宝）DVD発売
- 潜水艦ろ号 未だ浮上せず（1954年、新東宝）DVD発売
- 鶏はふたゝび鳴く（1954年、新東宝）
- 愛情会議（1955年、松竹）
- おんな大学（1955年、松竹）
- 燃ゆる限り（1955年、松竹）
- 元禄美少年録（1955年、松竹）
- 美わしき歳月（1955年、松竹） - 小林正樹監督
- 奥様多忙（1955年、松竹）
- 貝殻と花（1955年、松竹）
- ここに幸あり（1956年、松竹）
- この世の花（松竹）
  - 続・この世の花 第八部「さすらいの浜辺」（1956年）
  - この世の花・完結篇 第九部「愛の裁き」　第十部「砂の抱擁」（1956年）
- ここは静かなり（1956年、松竹）
- ホガラカさん　前後篇（1956年、松竹）
- 緑なる人　前篇・別れの夜汽車　後篇・愛の奔流（1956年、松竹）
- 人妻椿（1956年、松竹）
- 顔（1957年、松竹） - 松本清張原作、DVD発売
- 雲の墓標より 空ゆかば（1957年、松竹）
- 天使の時間（1957年、松竹）
- 花くれないに（1957年、松竹）
- 娘三羽烏（1957年、松竹）
- 眼の壁（1958年、松竹） - 大庭秀雄監督、DVD発売
- 続・禁男の砂（1958年、松竹）
- 螢火（1958年、松竹）
- ろまん化粧（1958年、松竹）
- 黒い花粉（1958年、松竹）
- としごろ（1958年、松竹）
- 花は嘆かず（1958年、松竹）
- 明日への盛装（1959年、松竹）
- 橋（1959年、松竹）
- お早よう（1959年、松竹） - 小津安二郎監督、DVD発売
- 幸福の合唱（1959年、松竹）
- わかれ（1959年、松竹）
- 新婚列車（1959年、松竹）
- 大学の合唱（1959年、松竹）
- 恋の片道切符（1960年、松竹）
- 自由ケ丘夫人（1960年、東宝）
- 伊豆の踊子（1960年、松竹） - 川端康成原作
- 痛快なる花婿（1960年、松竹）
- 朱の花粉（1960年、松竹）
- 白い牙（1960年、松竹） - 井上靖原作。藤岡弘主演の同名ドラマとは別作品。
- 密告（1968年、東映）
- 東京湾炎上（1975年、東宝） - 若林進[2]
- マタギ（1982年、青銅プロダクション）
- こんにちはハーネス（1983年、こぶしプロダクション）
- オーロラの下で（1990年、東映）

### 舞台
- 渡哲也特別記念公演「信長」（1996年10月、大阪・新歌舞伎座） - 他の共演：南野陽子
- 明治座創業100周年特別公演「水戸黄門」 - 浦野宗広役

### テレビ番組
- がまかつ 日本列島釣りある記（テレビ朝日）
- きょうの料理 / 男の料理「佐竹明夫のまぐろの照り焼き丼」（1990年、NHK教育）

### 脚本
- 面影橋の地蔵

### 掲載
- 視点　創造する子どもたち　教育時報(秋田県教育委員会) No.245 1984年11月号
- 私のサラリーマン時代　製図版にかけた青春　送金手帳 No.79 1985年1月号